# Boro Drašković
Boro Drašković (Sarajevo, 29. svibnja 1935.) je srpski redatelj, sveučilišni profesor, član Europske filmske akademije ESRA-e (eng. doctor honoris causa), član Srpskog PEN centra.

## Filmovi
- Horoskop, 1969.
- Nokaut, 1972.
- Usijanje, 1979.
- Život je lijep, 1985.
- Vukovar Poste Restante, 1994.[1]

### Dokumentarni filmovi i televizijske drame
- Promjena
- Peta kolona
- Žena
- Žad
- Nešto sasvim osobno
- Prizori iz Kine 1, 2, 3
- Pohvala Islandu,
- Ubijanje kitova
- PAradoks o šahu, 1973.
- Prva žena dirigent
- Nedjelja popodne na Grenlandu, 1973.
- Kuhinja, 1976.
- Moderni izraz umjetnosti
- Čudo iz Bruklina,
- Film o filmu: Seobe

### Knjige
- Promjena
- Ogledalo
- Lavirint
- Paradoks o redatelju
- Kralj majmuna, Promotej - Novi Sad, 1996.
- Pogled prolaznika, Prometej - Novi Sad, 2006., ISBN 86-515-0019-X
- Ravnoteža, Književna općina Vršac, 2007., ISBN 978-86-7497-128-4
- Drama redatelja
- Film o filmu, Prometej - Novi Sad, 2010, ISBN 978-86-515-0551-8
- Krug maslinom, Pozorišni muzej Vojvodine, Novi Sad, 2011., ISBN 978-86-85123-55-9
- Rječnik profesije, Knjaževsko-srpski teatar, Kragujevac, 2012., ISBN 978-86-909821-7-2

## Vanjske poveznice
- Boro Draskovic
- Wordpress Boro i Maja Drašković